# Ron Capewell
Ron Capewell (Sheffield, 26 luglio 1929 – Sheffield, 16 agosto 2016) è stato un calciatore inglese, di ruolo portiere.

## Carriera
Ha iniziato la carriera nei semiprofessionisti del Kiveton Park per poi nel 1950 passare allo Sheffield Weds, club della sua città natale, militante nella prima divisione inglese; dal 1950 al 1952 fa parte della rosa delle Owls senza disputare alcuna partita ufficiale, mentre nella stagione 1952-1953, all'età di 23 anni, si guadagna un posto da titolare giocando 25 partite nella prima divisione inglese ed una partita in FA Cup. Nella stagione 1953-1954 perde la titolarità, riuscendo però lo stesso a giocare altre 4 partite in campionato; ha poi proseguito la sua carriera professionistica trascorrendo una stagione (e giocando una sola partita di campionato) all'Hull City), per poi passare ai semiprofessionisti del King's Lynn. Si è ritirato nel 1963, dopo aver giocato a livello semiprofessionistico anche con le maglie di Hyde Utd e Mossley.